# 피너클

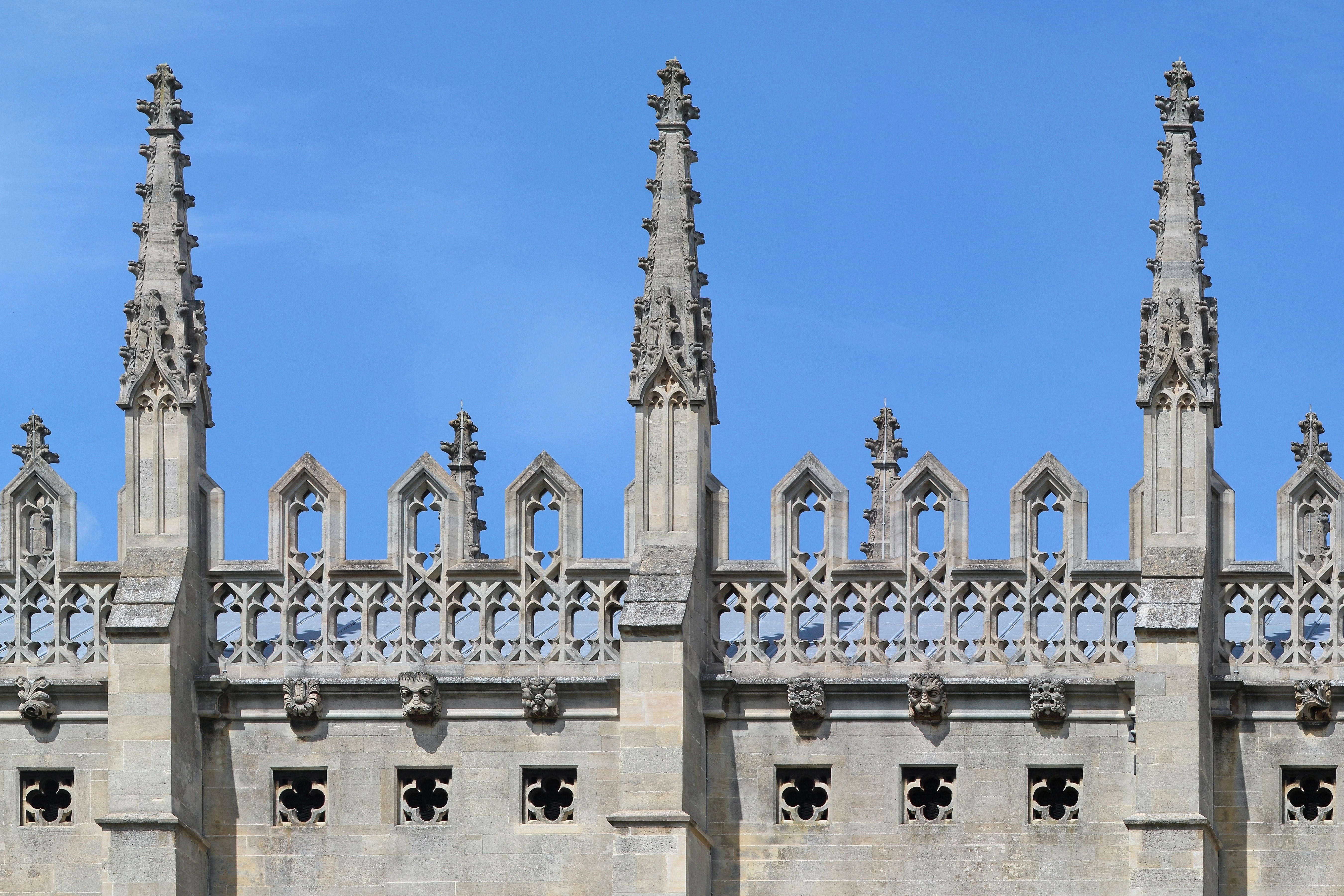
케임브리지 킹스칼리지 예배당의 피너클

피너클(영어: Pinnacle)이란 원래 작은 탑이나 구조물로 된 건축용 장식품을 의미한다. 피너클은 두 가지의 목적을 가지고 있다. 장식용 목적에서는 건물의 고상함과 수직성을 더해 준다. 밀라노 대성당처럼 동상을 가지고만 하는 경우도 있다. 구조용 목적에서는 지붕 등 여러 건축 요소들의 무게 압박을 덜어주고자 설치한다.

## 같이 보기
- 고딕 건축